# 쉴레이마니예 모스크

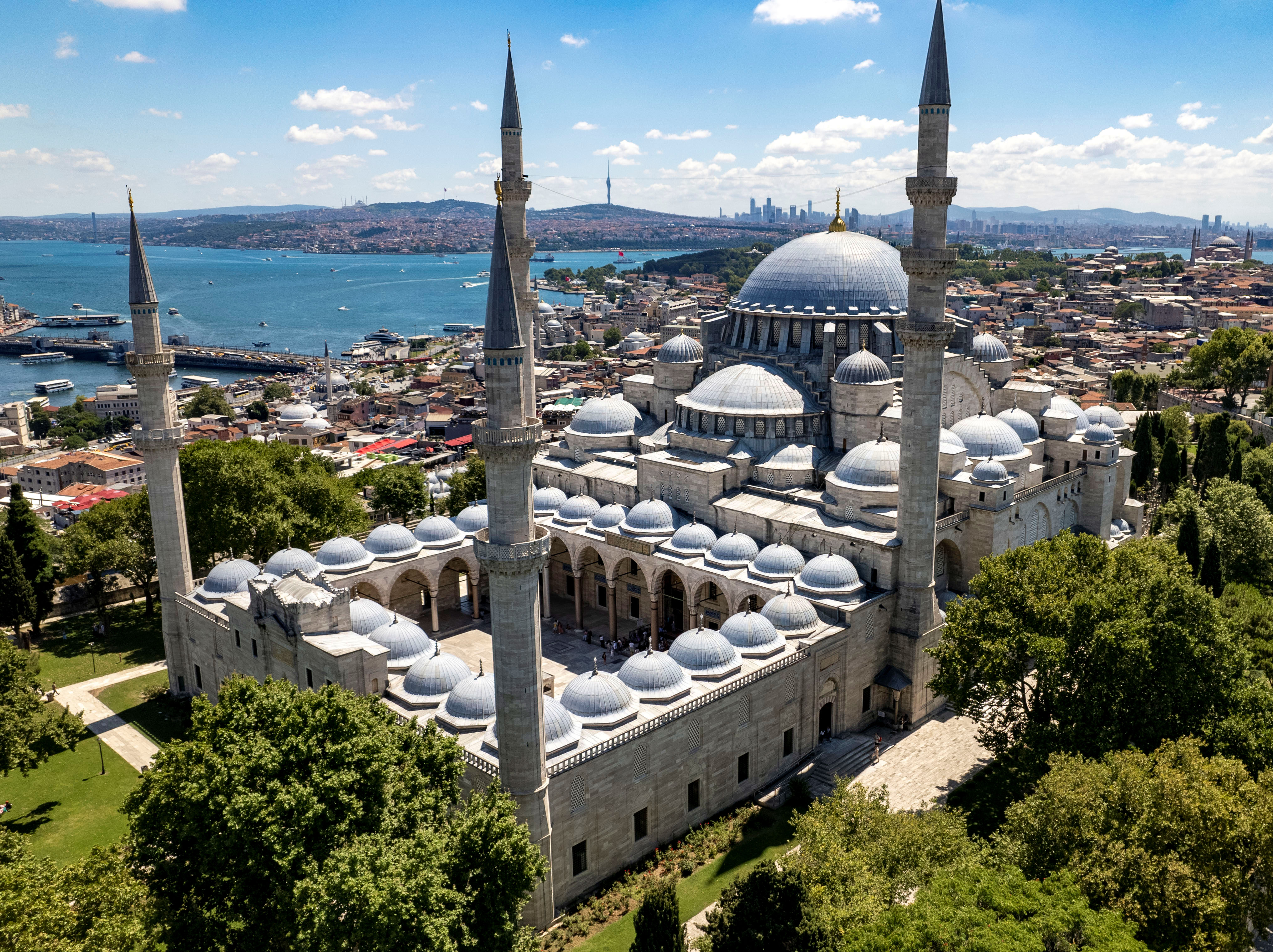
쉴레이마니예 모스크

쉴레이마니예 모스크(튀르키예어: Süleymaniye Camii 쉴레이마니예 자미[*])는 터키 이스탄불에 있는 모스크이다. 1557년 완성되어 오스만 건축의 최고 걸작 중 하나로 불린다. 이스탄불의 구시가지에 있는 7개의 언덕 중 하나의 정상에 위치한다.

## 역사
오스만 제국의 제10대 군주 쉴레이만 1세의 명에 의해 당시의 궁정 건축가 미마르 시난이 설계하여, 1550년에 착공해 7년의 세월을 걸쳐 완성했다.
주요 예배당 건물은 앞뒤 59m, 좌우 58m, 직경 27.5m, 정점의 높이가 지상 53m에 달하는 대형 돔을 중심으로 한 돔 군과 4개의 긴 미나레트를 가진다. 모스크가 많은 이스탄불 구시가지 중에서도 단연 큰 언덕보다 약간 북쪽 경사면에 위치하기 때문에 구시가지 북쪽 골든 혼 방면에서 볼 때 특히 인상에 남는다. 예배당 내부는 큰 돔을 지탱하는 작은 돔과 기둥으로 인해 넓고 밝은 공간을 제공하고 있으며, 이즈니크제 타일과 스테인드 글라스로 장식되어 있다.
쉴레이마니예 모스크는 예배당 외에도 마드라사, 의학 학교, 병원, 급식소, 숙박 시설, 상업 시설, 하맘 등 다양한 부대 시설을 가지고 있으다. 또한 북쪽에는 묘지가 있으며, 건설자 쉴레이만 1세와 술레이만의 왕비 록셀라나(휘렘 술탄)의 묘가 있다. 묘원에는 설계자 시난 자신의 무덤도 있다.
건물은 1660년에 화재로 일부 손실되었지만, 즉시 메흐메트 4세에 의해 복구되었다. 하지만, 바로크 양식을 도입한 형태로 변경되었다. 19세기에 수리되어 창건 당시의 양식이 복원되었지만, 제1차 세계 대전 중에 무기고로 사용되어 다시 화재의 피해를 받았으며, 1956년에 복구되어 원래의 모습을 되찾았다.